# Superpohár
Superpohár je ocenění, které získá vítěz utkání, v němž soupeří výherci dvou nejprestižnějších soutěží (obvykle fotbalových) z předchozí sezóny. Zápas se hraje zpravidla zkraje nové sezóny. Ve fotbale se obvykle v takovém zápase spolu utkávají mistr ligové soutěže s vítězem domácího poháru. Pokud určitý klub vyhraje domácí ligovou soutěž i národní pohár, v superpoháru se obvykle střetne s mužstvem, které skončilo v lize za ním na druhém místě.

## Přehled Superpohárů
| Země        | Název superpoháru        | Soupeři                 | Soupeři                    | První ročník |
| ----------- | ------------------------ | ----------------------- | -------------------------- | ------------ |
| Evropa      | Superpohár UEFA          | vítěz Ligy mistrů       | vítěz Evropské ligy        | 1972         |
| Albánie     | Albánský Superpohár      |                         |                            |              |
| Anglie      | Community Shield         | mistr anglické ligy     | vítěz anglického poháru    | 1908         |
| Belgie      | Belgický Superpohár      |                         |                            |              |
| Bulharsko   | Bulharský Superpohár     |                         |                            |              |
| Česko       | Český Superpohár         | mistr 1. fotbalové ligy | vítěz Poháru ČMFS          | 2010         |
| Francie     | Trophée des champions    | mistr francouzské ligy  | vítěz francouzského poháru | 1949         |
| Itálie      | Italský Superpohár       | mistr italské ligy      | vítěz italského poháru     | 1988         |
| Kazachstán  | Kazachstánský Superpohár |                         |                            |              |
| Litva       | Litevský Superpohár      |                         |                            |              |
| Německo     | DFL-Supercup             | mistr Bundesligy        | vítěz DFB-Pokal            | 1987         |
| Nizozemsko  | Nizozemský superpohár    |                         |                            |              |
| Polsko      | Polský Superpohár        | mistr Ekstraklasy       | vítěz polského poháru      | 1983         |
| Portugalsko | Portugalský Superpohár   |                         |                            |              |
| Rakousko    | Rakouský Superpohár      |                         |                            |              |
| Rusko       | Ruský Superpohár         | mistr Premier Ligy      | vítěz ruského poháru       | 1992         |
| Řecko       | Řecký Superpohár         |                         |                            |              |
| Slovensko   | Slovenský superpohár     | vítěz Corgoň ligy       | vítěz Slovenského poháru   | 1994         |
| Španělsko   | Supercopa de España      | mistr španělské ligy    | vítěz španělského poháru   | 1982         |
| Ukrajina    | Ukrajinský Superpohár    | mistr Premier ligy      | vítěz ukrajinského poháru  | 2004         |